# Port lotniczy Ban Huoeisay
Port lotniczy Ban Huoeisay (IATA: HOE / OUI, ICAO: VLHS) – port lotniczy położony w Ban Houayxay w Laosie. Znany również pod nazwą Port lotniczy Ban Houay Xay lub Port lotniczy Ban Houei Sai.